# Flavi Constantí (cònsol 457)
Flavius Constantinus (floruit 447–464) o Flavi Constantí fou un polític i Cònsol de l'Imperi Romà Oriental i, en tres ocasions, Prefecte del Pretori d'Orient. Només va ser reconegut a la part oriental de l'imperi.

## Vida

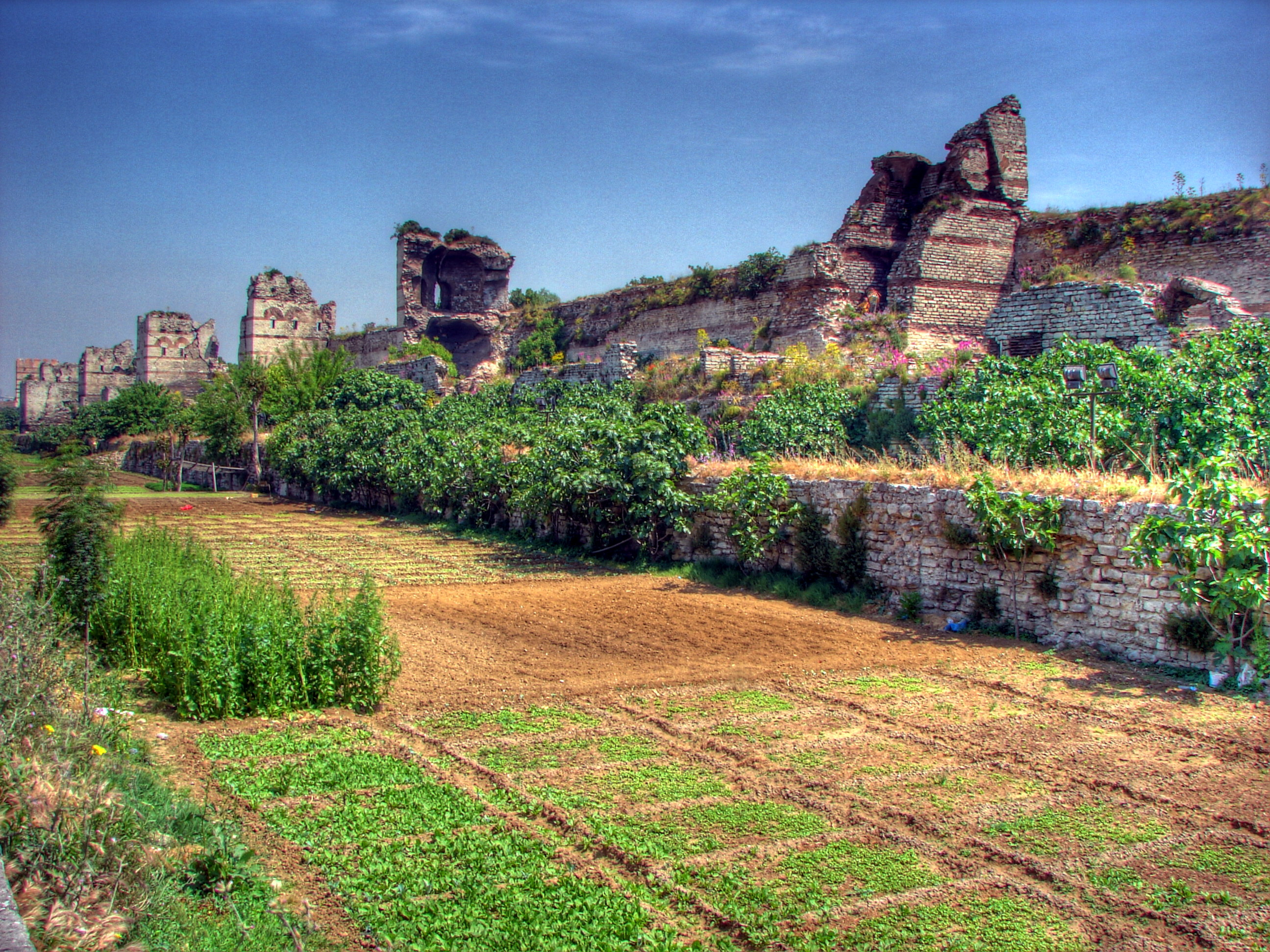
Fragment de les Muralles de Constantinoble que es creu que van quedar malmeses per un terratrèmol que hauria tingut lloc el gener del 447 dC. Haurien estat restaurades, en només seixanta dies, per ordre d'en Flavi Constantí.

Nascut a Laodicea del Licos, Constantí va ser nomenat Prefecte del Pretori d'Orient per primera vegada al voltant del 447 dC, període en el qual es té constància que va manar fer restaurar les Muralles de Constantinoble, que havien quedat malmeses per un terratrèmol el gener d'aquell mateix any.
Aquesta celeritat en la reparació fou motivada pel fet que l'exèrcit dels Huns, comandats pel cèlebre cabdill Àtila, avançaven envers Constantinoble. Per impedir l'atac des bàrbars, Flavi Constantí va mobilitzar les faccions de l'Hipòdrom de Constantinoble i va aplegar uns 16.000 treballadors que va distribuir per colors. Així, l'equip dels blaus van treballar el tram del mur que va de la Porta de Blachernae a la Porta de Myriandrion. Els verds, per la seva banda, van operar d'allí mateix fins al Mar de Marmara.
Amb aquesta organització, en només seixanta dies, és a dir, a finals del mes de març, les muralles van quedar restaurades i el fossar va quedar net. Una inscripció bilingüe va ser aixecada per celebrar la finalització de les feines i deixar constància de la proesa. Mentrestant, Flavi Constantí va rebre una carta de Teodoret de Cir, demanant una reducció dels impostos per a la seva ciutat.
Després de deixar el càrrec, l'any 451 dC, Flavi Constantí va participar en algunes sessions del Concili de Calcedònia i el 456 dC va ser nomenat prefecte per segona vegada.
Posteriorment, Flavi Constantí va ser nomenat Cònsol romà el 457 dC, juntament amb Flavi Rufi (o Flavius Rufus, en llatí). Ambdós foren escollits per la cort Oriental i només reconeguts per aquesta part de l'imperi. Posteriorment, fou nomenat prefecte oriental per tercera vegada, el 459 dC. També va rebre el títol de patrici, a partir del 457 dC.
A l'entorn dels anys 464 o 465 va ser enviat a la cort del rei persa de l'imperi sassànida per atendre les peticions de Peroz I. Va traslladar-se a Edessa on fou rebut a la cort del monarca. Els perses van fer-li arribar diverses queixes i demandes sobre les contribucions financeres de Roma per mantenir la defensa de les Portes Caspianes (Caspiae Pylae), petició que els romans van rebutjar. Arran d'aquesta negativa, Flavi Constantí va ser rebutjat per Peroz I i va haver d'abandonar la cort persa.